# Cascades de Riva
Les cascades de Riva (en allemand : Reinbach-Wasserfälle ou Reinbachfälle), également connues sous le nom de Cascades de Campo Tures (compte tenu de leur position à proximité de cette ville), sont situées dans le Tyrol du Sud, à proximité de Campo Tures. 

## Accès

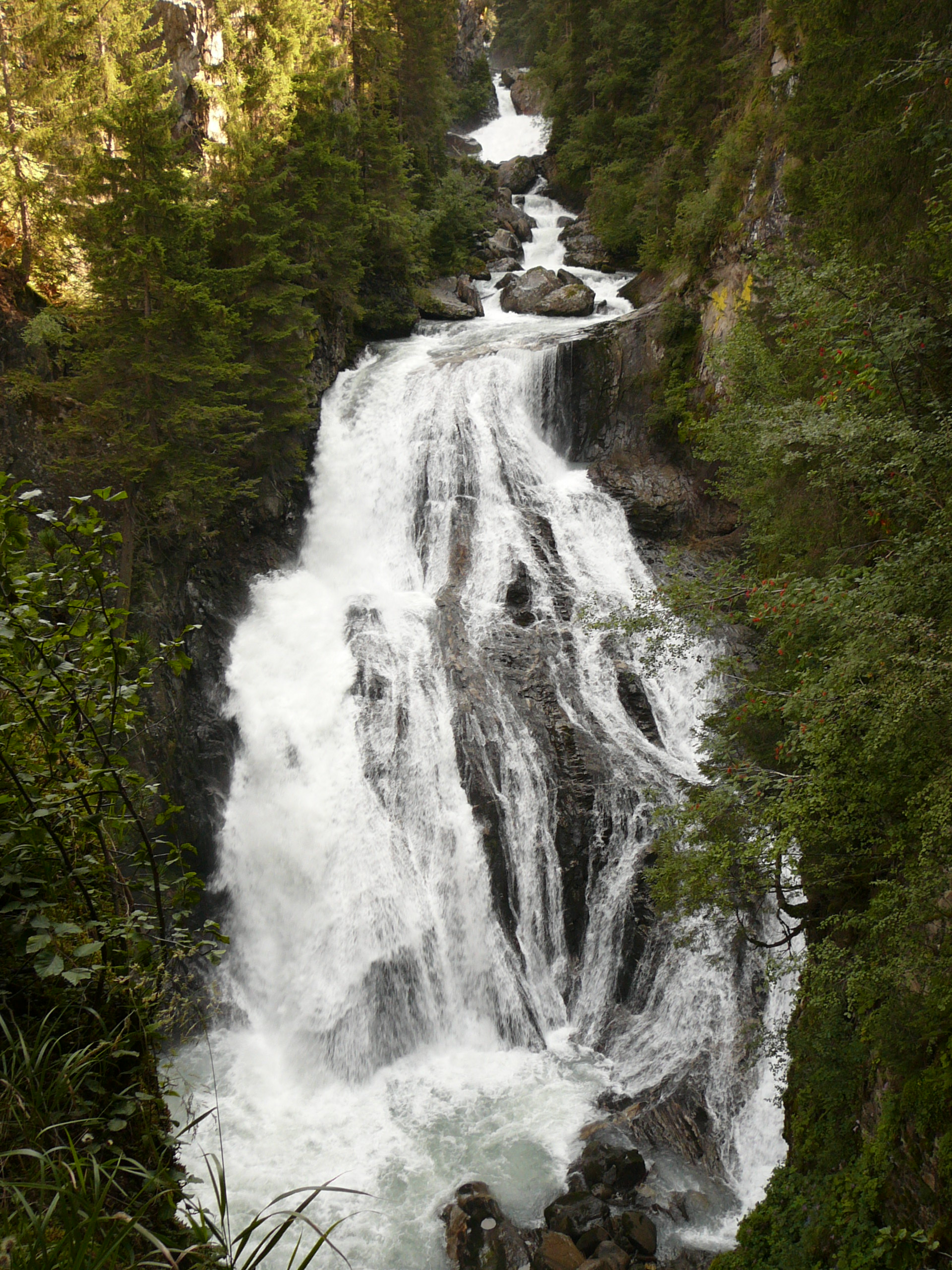
La cascade moyenne (Mittlerer Reinbachfall).

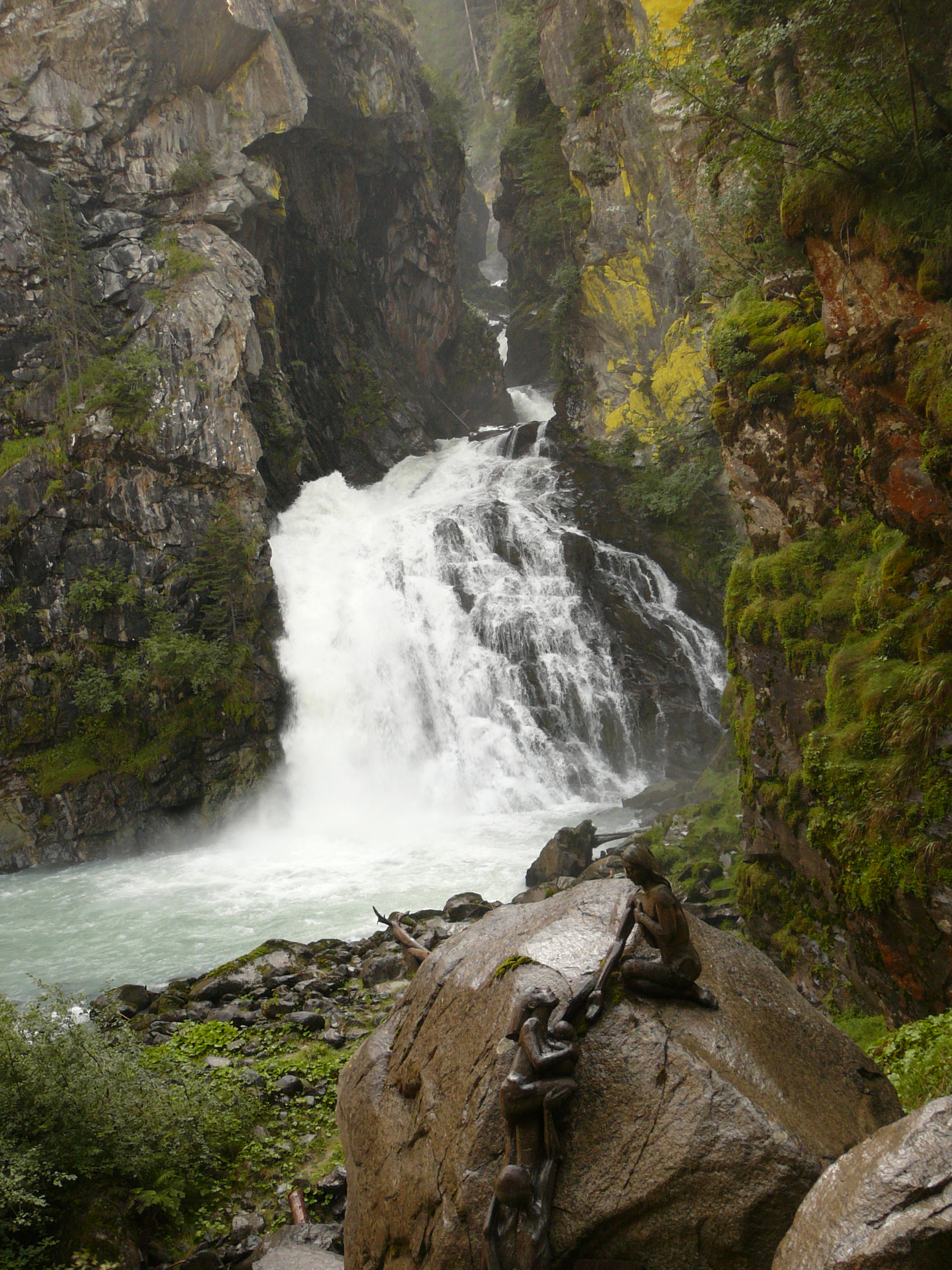
La cascade basse (Unterer Reinbachfall).

Le chemin menant aux cascades commence à une altitude de 864 mètres, dans la localité de Cantuccio, où se trouve un parking payant pour les voitures. 
Il existe en fait deux chemins plus ou moins parallèles qui se chevauchent en partie : le chemin des cascades qui monte le long du ruisseau et une sorte de chemin de croix, dédiée à Saint François d'Assise. Ce deuxième itinéraire est jalonné par de nombreuses sculptures en bois et des phrases empruntées au cantique des créatures, d’où le nom Sentiero di San Francesco (en allemand : Franziskusweg), aussi appelé Sentiero dei Cantici. 
À l'issue d'une série de petites niches sacrées, le chemin se termine au sommet par une petite église en granit, qui appartenait au château abandonné de Toblburg (également connu sous le nom de Castel Kofel), à 1 172 mètres d'altitude. Pour effectuer le chemin (aller-retour), il faut au moins 2 heures. 

### La chapelle
En 1982, la commune de Campo Tures commence les travaux de restauration de l'église. En 1984, il est de nouveau possible de célébrer une messe, après de nombreux siècles. 
Grâce à une résolution de la ville de Campo Conseil Tures, en 1985, la chapelle a été rénovée et dédié au « centre de la jeunesse de Tures ».
Pour les groupes qui souhaitent utiliser la chapelle pour célébrer des cérémonies eucharistiques ou autre chose, celle-ci est délibérément ouverte jour et nuit ; cependant, il est conseillé de contacter la paroisse de Tures. 

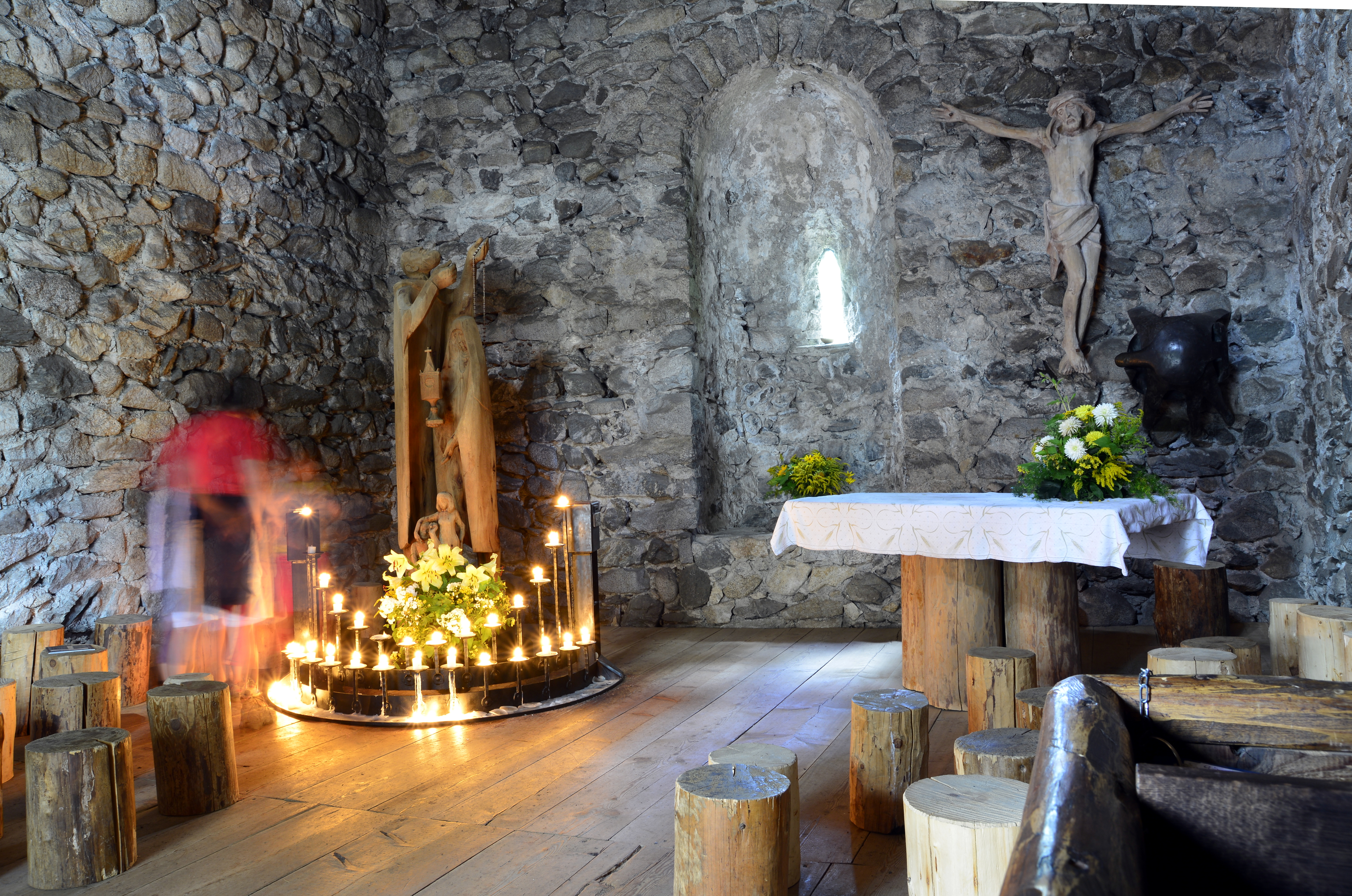
Église de San Francesco et Santa Chiara à Campo Tures, rez-de-chaussée.

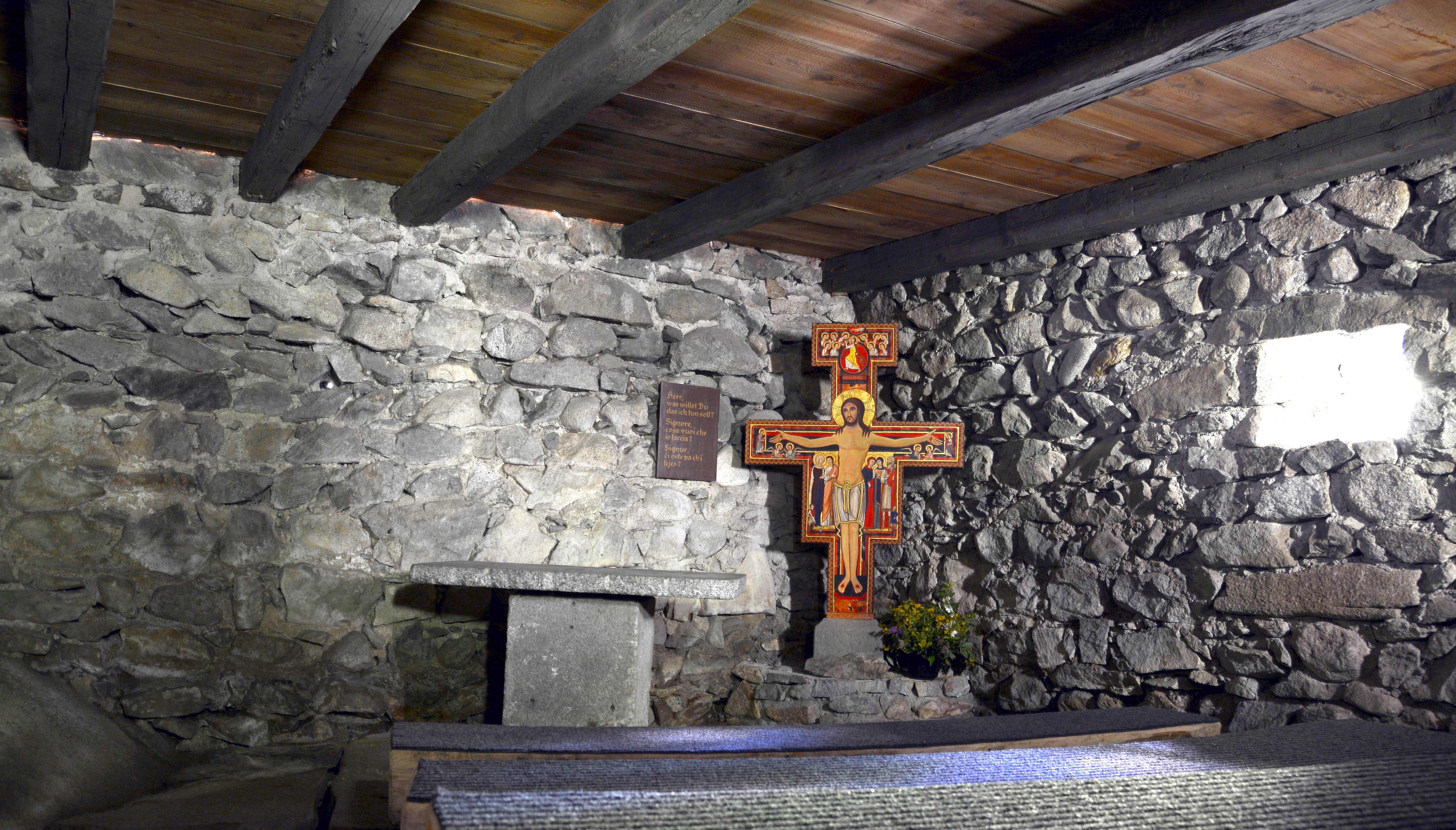
Église de San Francesco et Santa Chiara à Campo Tures.

## Les chutes
Les cascades de Riva sont précisément trois et sont formées par les eaux de la rivière Riva (en allemand : Reinbach), et sont impressionnantes lorsque fondent les neiges du glacier des Vedrette di Ries. 
La plus grande des trois cascades est la plus en amont (avec un saut de 40 mètres). A la base de la cascade basse (qui fait un saut de 10-15 mètres), se trouve une composition artistique qui représente l'une des figures du Cantique des créatures.